# Kotting Nondorf
Kotting Nondorf ist eine Ortschaft und als Kottingnondorf eine Katastralgemeinde der Stadtgemeinde Groß Gerungs im Bezirk Zwettl in Niederösterreich.

## Geschichte
Laut Adressbuch von Österreich waren im Jahr 1938 in Kotting Nondorf  mehrere Landwirte ansässig.

## Siedlungsentwicklung
Zum Jahreswechsel 1979/1980 befanden sich in der Katastralgemeinde Kottingnondorf insgesamt 24 Bauflächen mit 9.881 m² und 19 Gärten auf 22.364 m², 1989/1990 gab es 23 Bauflächen. 1999/2000 war die Zahl der Bauflächen auf 61 angewachsen und 2009/2010 bestanden 39 Gebäude auf 56 Bauflächen.

## Bodennutzung
Die Katastralgemeinde ist landwirtschaftlich geprägt. 149 Hektar wurden zum Jahreswechsel 1979/1980 landwirtschaftlich genutzt und 69 Hektar waren forstwirtschaftlich geführte Waldflächen. 1999/2000 wurde auf 143 Hektar Landwirtschaft betrieben und 76 Hektar waren als forstwirtschaftlich genutzte Flächen ausgewiesen. Ende 2018 waren 134 Hektar als landwirtschaftliche Flächen genutzt und Forstwirtschaft wurde auf 73 Hektar betrieben. Die durchschnittliche Bodenklimazahl von Kottingnondorf beträgt 19,9 (Stand 2010).